# Hvem ved...?
|  | Denne artikel er oprettet af botten PalnaBot ud fra en ekstern database. Den kan derfor have sproglige fejl eller mangler. Denne skabelon kan fjernes efter kontrol af indholdet. |

Hvem ved...? er en film instrueret af Bettina Fürstenberg.

## Handling
Filmen er produceret af Catarina KalÄn svensk journalist med en kristen baggrund og Bettina Fürstenberg dansk kunstner og jødisk. Filmen er optaget i Israel og Palæstina. Hvem ved.... har elementer både fra spillefilmens roadmovie, dokumentarfilmen og ...